# 褐斑黃毒蛾
褐斑黃毒蛾（学名：Euproctis endoplagia）为毒蛾科黃毒蛾屬下的一个种。